# Carla Prina
Carla Prina (Como, 5 dicembre 1911 – La Douvaz, 28 marzo 2008) è stata una pittrice italiana.

## Biografia
Dopo il canonico momento di formazione artistica durante gli anni trenta (Accademia di Brera e Scuola Libera del Nudo a Roma) entrò naturalmente in contatto con il gruppo degli Astrattisti Comaschi (Mario Radice, Manlio Rho, Carla Badiali, Aldo Galli) teorizzato dall'architetto razionalista Alberto Sartoris, conosciuto nell'atelier del pittore Manlio Rho, diventandone poi la futura moglie.
Se per alcuni artisti dell'astrattismo non fu di riferimento la 'figura', il corpo ed il plasticismo organico, certo così non fu per Carla Prina che fu ben capace di trattare in maniera accademica la figura umana e di trasfigurarla plasticamente all'interno di alcune composizioni artistiche (fra gli anni '40 e '50) da lei create anche in riferimento culturale con i grandi creatori del '900, italiani e stranieri appartenenti a differenti ambiti quali: Hans Arp ed il futurista italiano Enrico Prampolini, solo per citarne alcuni.
Continuo e costante negli anni fu il suo impegno creativo teso all'elaborazione geometrica, cromatica, plastica, fino agli ultimissimi anni (si veda l'opera "Composizione" del 2002).
Differenti furono le esposizioni di prestigio alle quali partecipò e che le vennero dedicate, sia in Italia che all'estero a partire dai primi anni quaranta, come pure l'attenzione critica (E. Humeau, M. Seuphor, A. Sartoris, M. Radice, L. Caramel).
Lungo e sensibile fu il percorso artistico di Carla Prina, sempre teso ad una rappresentazione cromatica e geometrica particolarissima, votata ad una risoluzione coloristica limpida, volumetrica, dinamica: "... la forma nasce con il colore..." (si veda a tal proposito il catalogo ed il CD dell'ultima personale dedicata all'artista a Milano nel 2004 presso la Galleria Spaziotemporaneo a cura di Claudio Cerritelli con un'intervista ed un ricordo di Emanuele Gregolin).